# Нижнесалимово
Нижнесалимово (баш. Түбәнге Сәлим) — упразднённая деревня в Хайбуллинском районе Республики Башкортостан России.

## История
Деревня была передана в Хайбуллинский район из Матраевского с/с Зилаирского района согласно Указу Президиума Верховного Совета Башкирской АССР 20 апреля 1957 г. № 6-2/53 «О перечислении населенных пунктов Петропавловский и Нижне-Салимово из Зилаирского района в Хайбуллинский район», согласно справочнику «История административно-территориального деления Республики Башкортостан (1708—2001): сб. док. и материалов» (Уфа: Китап, 2003. 532 с. С.301).

## География
Располагалась на левом берегу р. Бузавлык и впадающей в неё с востока речки Суртанлы-Узяк. До 1957 года в юго-восточной части Зилаирского района, после — в северо-восточной части Хайбуллинского района, возле административной границы с Зилаирским районом.

## Население
В 1926 г. в Нижнесалимове — 31 двор и 113 жителей.
В дд. Нижнесалимово и соседнем Верхнесалимово имелись следующие названия родовых подразделений (ара) рода (тюбы) Һәрекәй (Саракай) рода Тунгаур, идущие с глубин веков и сохранившиеся поныне: Бүре (Сулеймановы), Күкмейе (Хисматуллины, Рахматуллины), Суҡмараяҡ (Максютовы, Касимовы), Теләнсе (Такаловы, Юлановы), Төрөй (Бикбулатовы, Садыковы), Ҡуян (Аллабердины, Набиуллины).

## Инфраструктура
Личное подсобное хозяйство. В 1925 г. в Нижнесалимово было 27 хозяйств, в 1952 г. - 8 дворов. Согласно «Поселенному списку домохозяев 1926 г.» в д. Нижнесалимово числилось 32 домохозяина. Из них 9 домохозяев были Сулеймановы, 1 — Аллабердины, 22 — Максютовы. 

## Транспорт
Рядом с аулом проходила древняя торговая «Дорога Канифы» (баш. Ҡәнифә юлы), соединявшая Башкортостан со странами Азии.